# Gianni Amelio
Gianni Amelio (San Pietro di Magisano, 20 de gener de 1944) és un director de cinema italià.

## Trajectòria
Amelio va néixer en Calàbria i el seu pare va marxar a l'Argentina poc després del seu naixement. Va passar la seva infància i joventut amb la seva mare i la seva àvia. L'absència de la figura paternal és una constant a l'obra d'Amelio.
Va estudiar filosofia en Messina, on es va interessar pel cinema, escrivint crítiques per a una revista local. En 1965 es va mudar a Roma, treballant com a operador i ajudant de director per a Liliana Cavani i Vittorio De Seta. També va dirigir documentals i anuncis per a la televisió.
El primer treball important d'Amelio és la pel·lícula de televisió La città del sole, dirigida el 1973 per a RAI TV i inspirada en l'obra de Tommaso Campanella. Va ser seguit per Bertolucci secondo il cinema (1976) un documental sobre el rodatge de Novecento i el thriller Effetti speciali. Dos anys després va dirigir el misteri La morte al lavoro, que va guanyar premis als festivals de Locarno i Ieras. Il piccolo Archimede de 1979 també va ser aclamada per la critica.
Va debutar al cinema pròpiament dit en 1982 amb Tocar el cor (Colpire al cuore), sobre el terrorisme a Itàlia, presentada a la 39a Mostra Internacional de Cinema de Venècia. El 1987 Amelio va rodar I ragazzi di via Panisperna, sobre la vida el 1930 dels físics italians Enrico Fermi i Edoardo Amaldi, que va guanyar el premi al millor guió al Festival de Cinema de Bari (Pulla). Porte aperte (1989), protagonitzada per Gian Maria Volonté, va confirmar l'estatus de Amelio com un dels millors directors del cinema italià i fou nominat el 1991 a l'Oscar a la millor pel·lícula de parla no anglesa. La pel·lícula va rebre 4 Felix, 2 Nastro d'Argento, 4 David di Donatello i 3 Globus d'Or.
També va tenir èxit Nens robats (Il ladro di bambini, 1992), que va guanyar el premi especial del jurat al 45è Festival Internacional de Cinema de Canes a més de dos Nastro d'Argento i 5 David di Donatello. El 1994 Lamerica, sobre la immigració albanesa a Itàlia, va repetir el destí i l'èxit, amb 2 Nastro d'Argento i 3 Davids. Quatre anys després, Così ridevano va guanyar el Lleó d'Or a la Mostra de Venècia. Amelio va guanyar un altre Nastro d'Argento com a millor director per Le chiavi di casa, inspirada en la novel·la de Giuseppe Pontiggia, of 2004.
Amelio ha estat membre del jurat del 48è Festival Internacional de Cinema de Canes en 1995. El 2006 va estrenar la seva vuitena pel·lícula La stella che non c'è, amb Sergio Castellitto. De 2009 a 2012 ha estat director del Festival de Cinema de Torí.
Amelio es va declarar homosexual en els darrers anys, poc abans del llançament del seu documental Felice chi è diverso.

## Filmografia
- La città del sole (1973, TV)
- Effetti speciali (1974, TV)
- Bertolucci secondo il cinema (1976, TV)
- La morte al lavoro (1978, TV)
- Il piccolo Archimede (1979, TV)
- I velieri (1980, TV)
- Tocar el cor (1982)
- I ragazzi di via Panisperna (1987)
- Porte aperte (1989)
- Nens robats (1992)
- Lamerica (1994)
- Così ridevano (1998)
- Le chiavi di casa (2004)
- La stella che non c'è (2006)
- Il primo uomo (2011)
- L'intrepido (2013)
- Felice chi è diverso (2014)
- La tenerezza (2017)
- Hammamet (2020)
- Il signore delle formiche (2022)
- Campo di battaglia (2024)

## Llibres
- Gianni Amelio, Politeama, Mondadori, 2016
- Gianni Amelio, Padre quotidiano, Mondadori, 2018
- Gianni Amelio, Un film che si chiama desiderio, Einaudi, 2010
- Gianni Amelio e Umberto Cottarelli, La stella che non c'è, Marsilio, 2006
- Gianni Amelio, Lamerica, Einaudi, 1994

## Obra
- Raccontare i sentimenti. Il Cinema di Gianni Amelio, a cura di Sebastiano Gesù, Giuseppe Maimone Editore, Catania 2008 ISBN 978-88-7751-274-1

## Premis
- Goya a la millor pel·lícula europea (1995): Lamerica[4]
- Nastro d'Argento al millor director
  - Porte aperte (1991)
  - Il ladro di bambini (1993)
  - Lamerica (1995)
  - Le chiavi di casa (2005)
- Lleó d'Or a la millor pel·lícula :
  - 1998: Così ridevano